# Роби Џинепри
Роберт Луис „Роби“ Џинепри (енгл. Robby Ginepri; рођен 7. октобра 1982. године у Форт Лодердејлу, Флорида) је бивши амерички професионални тенисер. Најбољи пласман на АТП листи му је било петнаесто место на ком се налазио крајем децембра 2005.
У каријери је освојио три турнира из АТП серије 250. Њупорт 2003. и у два наврата Индијанаполис 2005. и 2009.
Полуфиналиста је Отвореног првенства САД 2005. у појединачној конкуренцији.
Био је представник САД на Олимпијским играма у Пекингу 2008. где је у првом колу поражен од Новака Ђоковића из Србије.
У августу 2015. објавио је повлачење из професионалног тениса.

## АТП финала

### Појединачно: 3 (3–0)
| Легенда                        |
| ------------------------------ |
| Гренд слем турнири (0–0)       |
| Завршно првенство сезоне (0–0) |
| АТП мастерс 1000 (0–0)         |
| АТП 500 (0–0)                  |
| АТП 250 (3–0)                  |

| Финала по подлози |
| ----------------- |
| Тврда (2–0)       |
| Шљака (0–0)       |
| Трава (1–0)       |

| Финала по локацији |
| ------------------ |
| Отворено (3–0)     |
| Дворана (0–0)      |

| Исход    | Бр. | Датум         | Турнир                 | Подлога | Противник     | Резултат                |
| -------- | --- | ------------- | ---------------------- | ------- | ------------- | ----------------------- |
| Победник | 1.  | 13. јул 2003. | Њупорт, САД            | Трава   | Јирген Мелцер | 6–4, 6–7(3–7), 6–1      |
| Победник | 2.  | 24. јул 2005. | Индијанаполис, САД     | Тврда   | Тејлор Дент   | 4–6, 6–0, 3–0 (предаја) |
| Победник | 3.  | 26. јул 2009. | Индијанаполис, САД (2) | Тврда   | Сем Квери     | 6–2, 6–4                |

### Парови: 1 (0–1)
| Легенда                        |
| ------------------------------ |
| Гренд слем турнири (0–0)       |
| Завршно првенство сезоне (0–0) |
| АТП мастерс 1000 (0–0)         |
| АТП 500 (0–0)                  |
| АТП 250 (0–1)                  |

| Финала по подлози |
| ----------------- |
| Тврда (0–1)       |
| Шљака (0–0)       |
| Трава (0–0)       |

| Финала по локацији |
| ------------------ |
| Отворено (0–1)     |
| Дворана (0–0)      |

| Исход     | Бр. | Датум         | Турнир             | Подлога | Партнер      | Противници           | Резултат           |
| --------- | --- | ------------- | ------------------ | ------- | ------------ | -------------------- | ------------------ |
| Финалиста | 1.  | 27. јул 2003. | Индијанаполис, САД | Тврда   | Дијего Ајала | Марио Анчић Енди Рам | 6–2, 6–7(3–7), 5–7 |